# White Patriot Party
White Patriot Party (рус. Патриотическая партия белых) — американская военизированная политическая партия, существовавшая в середины 1970-х до 1987 года. Имела близкие связи с ку-Клукс-Кланом. Идеология организации включала в себя антисемитизм, превосходство белых и христианскую идентичность. 
Партия была причастна к бойне в Гринсборо в 1979 году, а её лидер Фрейзер Гленн Миллер — младший в 2014 году совершил вооружённое нападение на еврейскую общину в Оверленд-Парке.

## История
В середине 1970-х годов бывшим военным Фрейзером Миллером была создана организация «Каролинские рыцари ку-клукс-клана» (англ. Carolina Knights of the Ku Klux Klan), которая в начале 1980-х стала называться «Конфедеративные рыцари» (англ. Confederate Knights of the Ku Klux Klan), а в 1985 году сменила название на Патриотическую партию белых (англ. White Patriot Party).
На волне экономических сложностей в Северной Каролины, обвиняя еврейских банкиров в возникшей в сельском хозяйстве обстановке, партия получила широкую общественную поддержку (число членов достигло около 3000 человек).
В апреле 1987 года White Patriot Party объявило войну правительству США, назвав его «сионистским оккупационным».
Организация пришла в упадок после того как Миллер нарушил запрет на создание военизированных организаций и угрожал расправой главе Южного центра правовой защиты бедноты Морриса Диса, за что в 1987—1990 годах отбывал наказание в тюрьме. В 1988 году Миллер свидетельствовал перед судом о получении им 200 000 долларов, украденных у террористической организации белых националистов The Order (Brüder Schweigen; Silent Brotherhood) для финансирования операций White Patriot Party.